# Гетачью Реда
Гетачью Реда — тыграйско-эфиопский политик и государственный деятель, член правительства Хайлемариама Десаленя. Высокопоставленный член Народного фронта освобождения Тыграй, пресс-секретарь и член Исполнительного комитета Народного фронта освобождения Тыграя (НФОТ). В прошлом — советник Дебрециона Гебремикаэля, ныне — Абия Ахмеда Али.

## Ранние годы
Гетачью Реда родился в 1970-е гг. Получил юридическое образование. С 1998 по 2008 год преподавал юриспруденцию в Университете Мэкэле.

## Партийный функционер
В 2008 году Гетачью Реда стал советником Министерства иностранных дел Эфиопии, затем был назначен на должность директора Главного управления общественных связей и коммуникаций МИД Эфиопии. В 2012 году Гетачью Реда стал министром связей правительства Эфиопии. В 2016 году покинул министерский пост и получил должность руководителя Научно-исследовательского института юстиции и правовой системы Эфиопии. В 2018 году стал пресс-секретарём НФОТ и советником президента региона Тыграй.
2 ноября 2022 года был представителем Тыграя, присутствовавшим на подписании соглашения о постоянном прекращении военных действий с центральным правительством Эфиопии. 
23 марта 2023 года было объявлено о назначении Гетачью главой Временной региональной администрации Тыграя. 
В марте 2025 года было сообщено, что фракция НФОТ во главе с Дебреционом Гебремикаэлем устроила переворот в региональной столице Тыграя Мэкэле, а Гетачью бежал в Аддис-Абебу. 11 апреля 2025 года было объявлено, что Гетачеу Реда был назначен советником премьер-министра Абия Ахмеда Али по делам Восточной Африки. 